# Trino
Trino – miejscowość i gmina we Włoszech, w regionie Piemont, w prowincji Vercelli.
Według danych na rok 2004 gminę zamieszkiwały 7604 osoby, 108,6 os./km².

## Miasta partnerskie
- Chauvigny, Francja
- Geisenheim, Niemcy
- Banfora, Burkina Faso